# Битва під Володаркою
Битва під Володаркою — збройне зіткнення між польською армією та першою кінною армією на чолі з Семеном Будьонним. Воно відбулося 29-31 травня 1920, поблизу селища Володарки під час київського наступу в ході польсько-російської війни 1920.

## Напередодні битви
Після взяття Києва польсько-українським військом 7-го травня 1920 стало зрозуміло, що план Пілсудського щодо розгрому більшовицьких військ в Україні провалився. Більшовики уникали битви залишивши Правобережжя і здавши Київ. В той же час більшовицьке керівництво перекинуло уславлену у боях першу кінну армію Семена Будьоного до України, де та мала обійти переобтяжені польсько-українські війська.
Більшовицький наступ розпочався 26 травня 1920 переходом Дніпра 12ою більшовицькою армією і корпусом Йони Якіра і атакою найслабкішої ланки польської оборони. Більшовицький штурм почався одночасно з передислокацією польських військ і початково був спрямований на сьому піхотну дивізію — найслабшу і найменш досвідчену. Окрім того, польську військо було ослаблене перекиданням частини війська до північного Полісся, де Пілсудський готувався до відпору можливому більшовицькому наступу. Наступного дня перша кінна армія Будьоного долучилася до наступу і атакувала 13ту піхотну дивізію 6 польської армії. Більшовики планували обійти польсько-українське військо і двома гігантськими кліщами розвинути наступ з Білої Церкви і з Фастова.
Однак, окрім свіжих та боєздатних перевірених підрозділів Першої Кінної армії, командувач більшовицького Південно-Західного фронту Єгоров мав лише 12ту армію посилену свіжими, непідготовленими призовниками, що за місяць до того були розгромлені під час більшовицького відступу. Тому планований наступ не вдалося розпочати на всіх фронтах одночасно і рухливість військ була обмежена. 29 травня 1920 командир 3ої польської армії наказав контратакувати. Новостворена Васильківська група повинна була напасти на групу Якіра перш ніж той зможе напасти на ослаблену сьому дивізію. Напад був успішним, а група — в складі одного 5го піхотного полку, посилений батальйоном, двома артилерійськими дивізіонами, і двома кавалерійськими ескадронами 1го полку — застала більшовиків зненацька. Після першого нападу більшовицька 44та стрілецька дивізія втратила увесь склад однієї з своїх бригад на північному фланзі. Тим не менше, в той же час на південному фланзі утворилася загроза прориву Першої Кінної армії, що перейшовши через Дніпро зосередилась біля Умані, між третьою та шостою польськими арміями. Звідти, легко прорвавши тонку лінію польської оборони, будьонівці стрімко наближалися до стратегічно важливого залізничного вузла у Козятині.

## Битва
29го травня 1920 4ий дивізіон Першої Кінної армії атакував польські війська поблизу сіл Володарки, Березни і Новофастова. Ці позиції захищали польські 44та стрілецька дивізія, 16та кавалерійська дивізія, підрозділи 1ої кавалерійської дивізії і 7-й артилерійської кінної групи. Польські захисники створили міцні оборонні позиції у селах — тактика, що проявила себе краще, аніж спроба оборони на всій лінії фронту.
Таким чином, більшовики не могли повністю використати свою чисельну перевагу. Окрім того, низький рівень командування призвів до того, що більшовицькі частини наступали не скоординовано. Окрім того, більшовицьке командування вирішило замість того, щоб йти в обхід, атакувати в лоб. Після того як перша атака кінноти (червоних козаків) була відбита кулеметним вогнем польська Перша кавалерійска дивізія перейшла в контрнаступ, що призвело до масштабного рукопашного і шабельного бою. Обидві сторони зазнали значних втрат. Наприклад, в третьому ескадроні польський перший кавалерійський полк втратив 30 з 72 вояків і стільки ж коней. Польський наступ був вдалим. Коли прибуло підкріплення червоні козаки полишили поле бою.

## Після битви
Наступного дня 3-тя кавалерійська бригада червоних донських козаків, що складалася з колишніх вояків Російської Добровольчої армії Антона Денікіна, перейшла на бік польсько-українських сил. Полковник Вадим Яковлєв залишався командиром цього підрозділу до його розформування 1923-го.
Завдяки запеклому опору і високій мобільності польського війська наступ Першої Кінної армії було відбито. Лише 6-й кавалерійській дивізії вдалося прорватися крізь оборону польської 13-ї піхотної дивізії, але наступного дня її наступ було відбито і 31-го травня 1920-го після триденних тяжких боїв більшовицьке військо відступило до початкових позицій в Умані.